# Cinquantaduesima strada

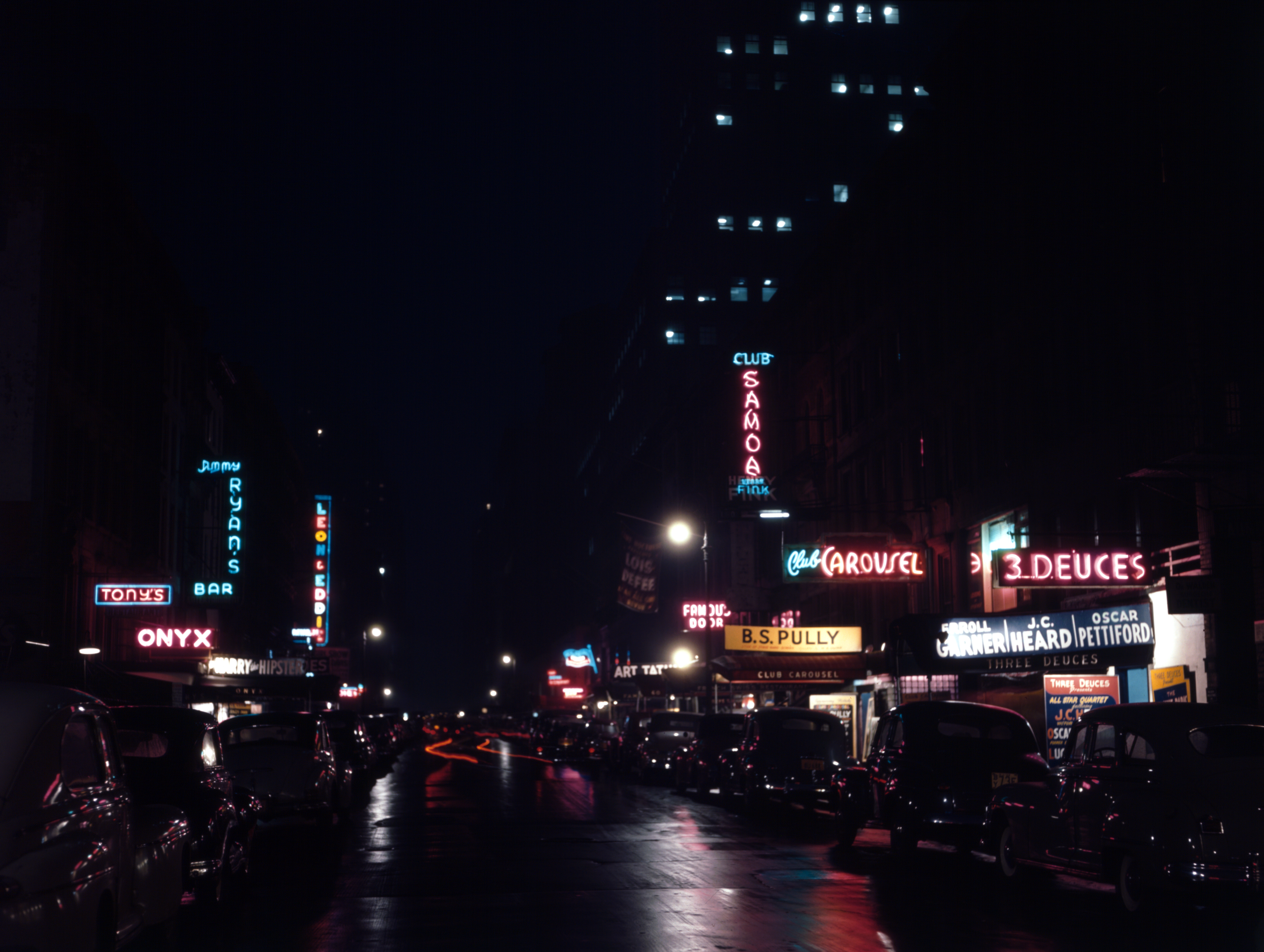
La Cinquantaduesima nel 1948 in uno scatto di William P. Gottlieb. Sono visibili diverse insegne di club famosi.

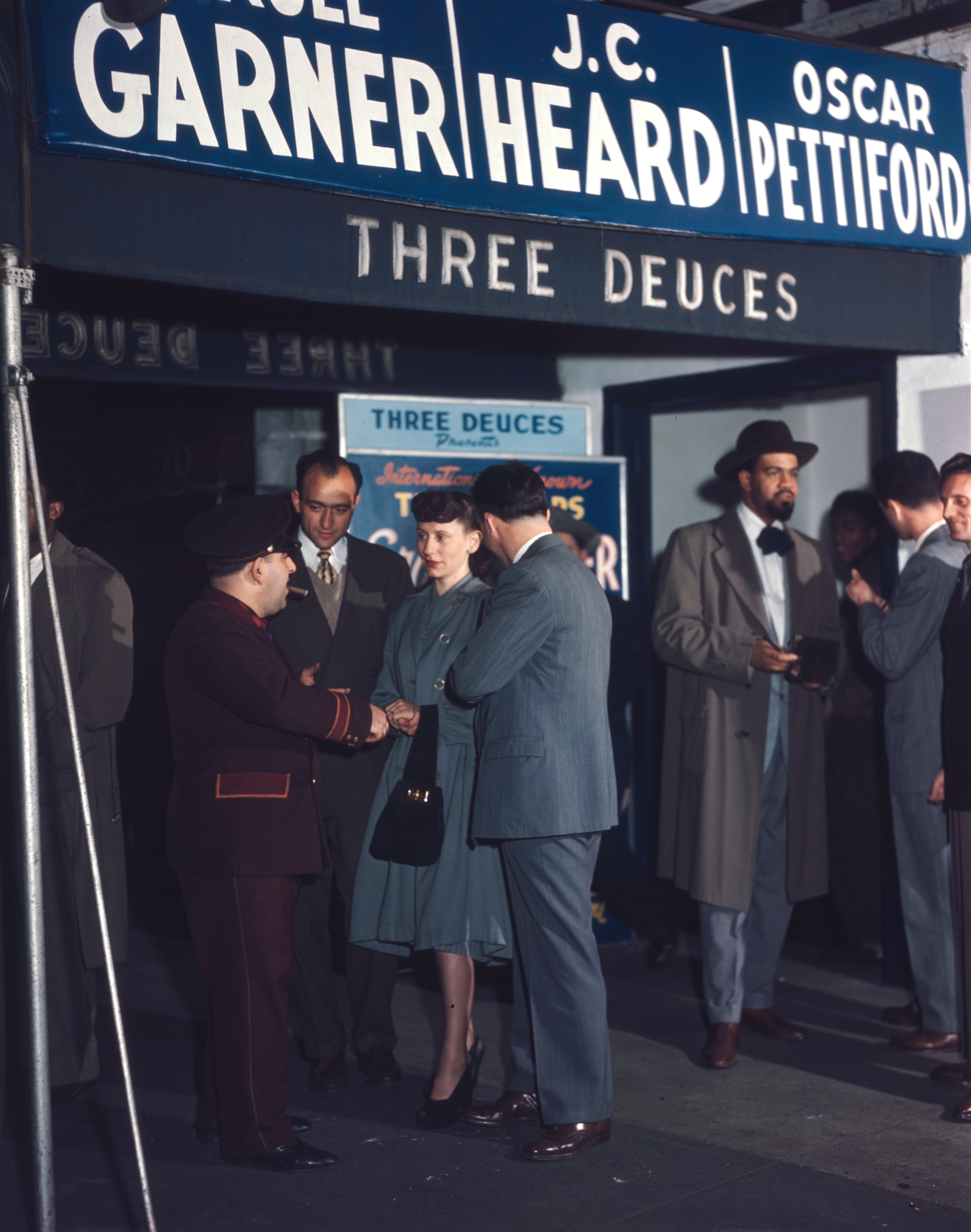
Entrata del Three Deuces, sulla Cinquantaduesima, in uno scatto di William P. Gottlieb del luglio 1948. In programma, Erroll Garner, Oscar Pettiford, J. C. Heard.

La Cinquantaduesima strada o, più propriamente, Cinquantaduesima strada Ovest (ingl. West 52nd street) nel tratto tra la quinta e la settima Avenue) è una traversa del quartiere di Manhattan a New York. È stata anche chiamata "swing street" ("strada dello swing"), "the street of jazz" ("la strada del jazz"), "the street that never sleeps" ("la strada che non dorme mai") o semplicemente "the street" ("la strada").
Questa strada è divenuta eponima del periodo in cui, tra l'inizio degli anni trenta e la fine degli anni cinquanta del XX secolo, moltissimi tra i più importanti jazz club della città avevano sede in questa strada dove ogni sera si ritrovavano a suonare i più importanti musicisti del periodo. Il periodo e il luogo sono quelli della rivoluzione del bebop: anche se i club che fecero da incubatrice alla nascita del movimento (come il Monroe's e il Minton's) erano situati ad Harlem, tutti i musicisti coinvolti gravitavano attorno alla Cinquantaduesima, dove spesso suonavano gli uni per gli altri ancora prima che per il pubblico.
In questi anni, il famoso disc jockey jazz Symphony Sid trasmetteva spesso dal vivo dai locali della strada, spargendone la fama per tutti gli Stati Uniti.
Tra l'inizio degli anni cinquanta e l'inizio degli anni sessanta i luoghi della musica si spostarono in altre zone della città (soprattutto al Greenwich Village) e la strada cominciò ad essere ristrutturata sotto la spinta del rinnovamento urbano. 
I club che avevano fatto la storia del jazz furono abbandonati e furono convertiti o abbattuti: l'ultimo sulla strada chiuse nel 1968. 
Oggi la strada è sede di banche, negozi e centri commerciali e non mostra quasi più segno del suo passato jazz.

## I club della Cinquantaduesima
(Shelly Manne, intervistato da PBS)

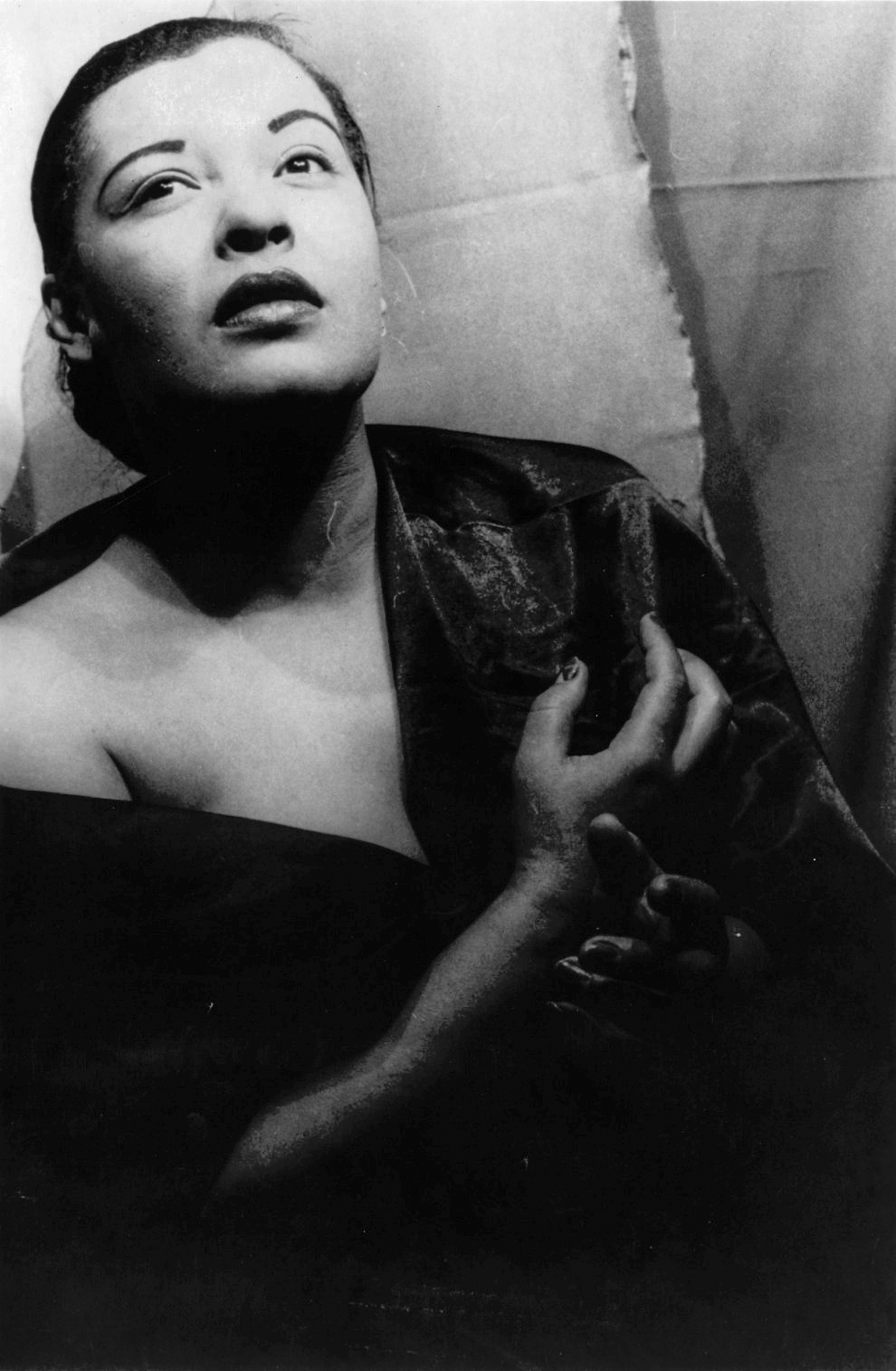
Lady Day, regina della Cinquantaduesima

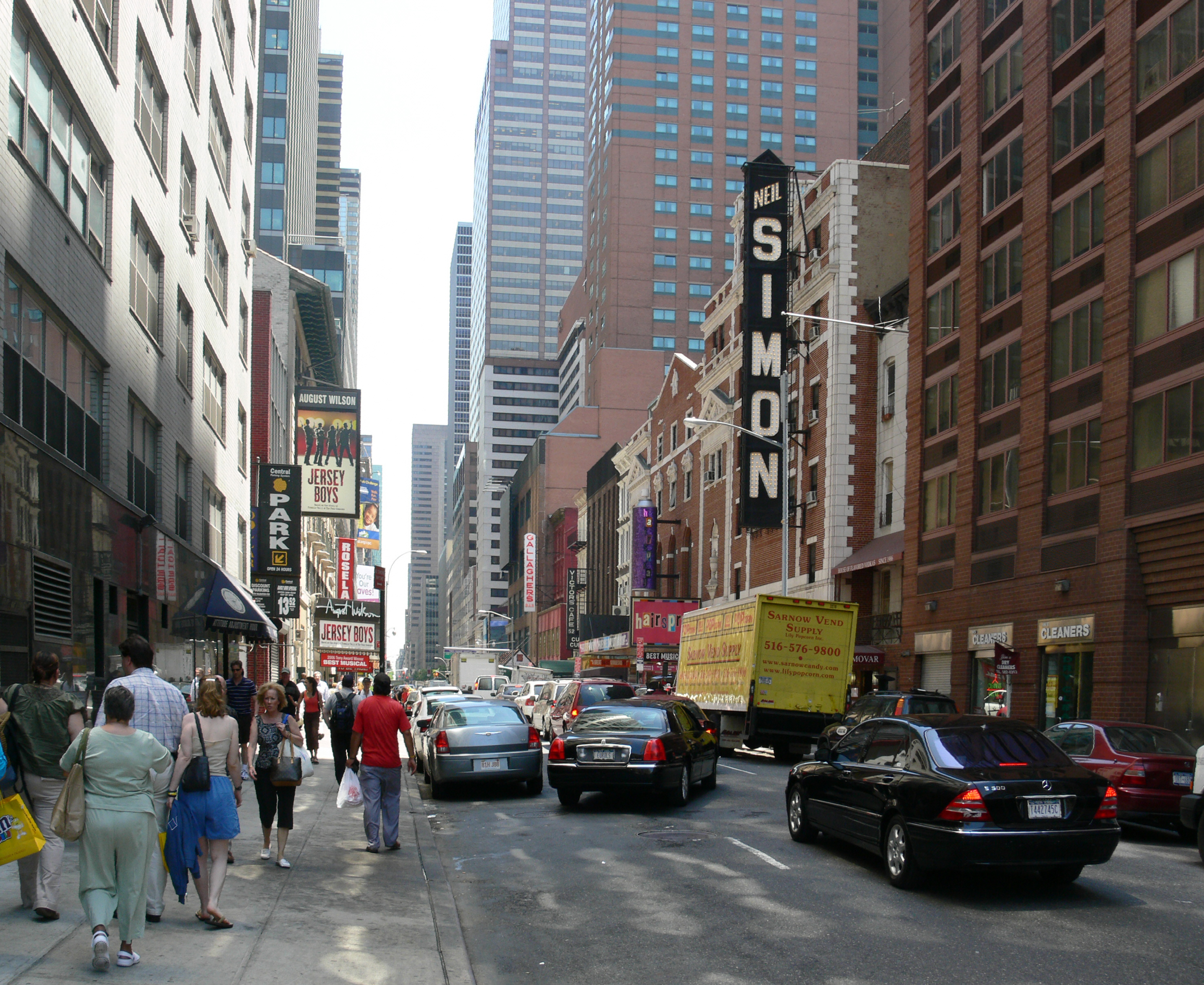
L'aspetto della Cinquantaduesima nel 2007.

Non tutti i club della Cinquantaduesima" avevano effettivamente un indirizzo sulla Cinquantaduesima, ma questa strada costituiva il baricentro del distretto jazz, che vi si era trasferito nell'era dello swing e vi era rimasto dopo l'inizio della decadenza di Harlem. Molte persone di colore, e segnatamente Miles Davis nella sua autobiografia, attribuiscono alla concorrenza ostile dei proprietari bianchi dei club della strada nei confronti dei proprietari neri la perdita di pubblico dei club di Harlem. Era opinione comune che i primi avessero molta più influenza sulle autorità cittadine, e potessero ottenerne un atteggiamento favorevole: è certo che i disordini razziali e la crescente pericolosità del quartiere giocarono a sfavore di Harlem come luogo d'intrattenimento. La "strada" era invece un posto ordinato nonostante (o forse a causa) il coinvolgimento del crimine organizzato nella gestione di molti dei locali.
La regina della strada era senza dubbio Billie Holiday. "Lady Day" aveva detto che la strada "le ricordava una piantagione", quando aveva iniziato a lavorarvi con Teddy Wilson a metà degli anni trenta, riferendosi al clima segregato che vi si respirava: normalmente, i musicicisti neri erano ben accetti solo sul palco e furono in molti ad avere problemi quando si presentarono come normali clienti. Il critico musicale Leonard Feather che tentò di portare un'amica di colore ad ascoltare l'orchestra di Woody Herman non vi riuscì, nonostante l'intercessione di Herman e di altri musicisti che si trovavano nel locale. Nel 1970 conservava dei club della strada un pessimo ricordo:
(Leonard Feather)
I musicisti dei vari club suonavano gli uni per gli altri, oltre che per il pubblico regolare: quando lavorava nella strada Jack Teagarden spesso prendeva il suo trombone e andava a suonare assieme ai gruppi degli altri club negli intervalli dei suoi set (e quando un proprietario se ne lamentò, dicendo che così gli diminuiva i profitti, Teagarden rispose che si stava solo comportando da buon vicino). Questo atteggiamento (e molte jam session con esso) attirò negli anni successivi l'occhio poco benevolo del sindacato dei musicisti che vi si oppose, e alla fine lo proibì, così come fu proibita l'abitudine di alcuni musicisti di andare a suonare dopo la chiusura (after hours) per il solo compenso delle bevande che consumavano (Art Tatum, che sulla strada aveva cominciato così all'Onyx, lo faceva spesso).
Dopo il 1949 alle poche aperture di nuovi locali (Birdland e Royal Roost) cominciarono a corrispondere molte chiusure: dove prima regnava il jazz ora imperava lo spogliarello e i jazzisti passarono dal ruolo di stelle a quello di accompagnatori sottopagati. Solo pochi (Birdland, Embers, Basin Street East tra i principali) riuscirono a superare la fine degli anni 50. L'ultimo superstite fu il Jimmy Ryan's, che si trasferì e divenne il locale fisso di Roy Eldridge e Max Kaminsky, fino a quando non fu demolito, nel 1980, per far posto ad un grande hotel. Il nome del Birdland sopravvive ancora oggi, dopo una più che decennale chiusura e due trasferimenti
Il jazz si trasferì a Greenwich Village dove i nomi di Five Spot, Village Gate e Jazz Gallery divennero famosi. Il più longevo dei club del village, il Village Vanguard, che aveva aperto negli anni 30, continua a tutt'oggi ad essere uno dei fari di questa musica.

### Basin Street East
Fra i suoi concerti si ricorda una gara tra il sestetto di Benny Goodman e il quintetto di Max Roach e Clifford Brown.

### Birdland

La Cinquantaduesima e la posizione originale del Birdland

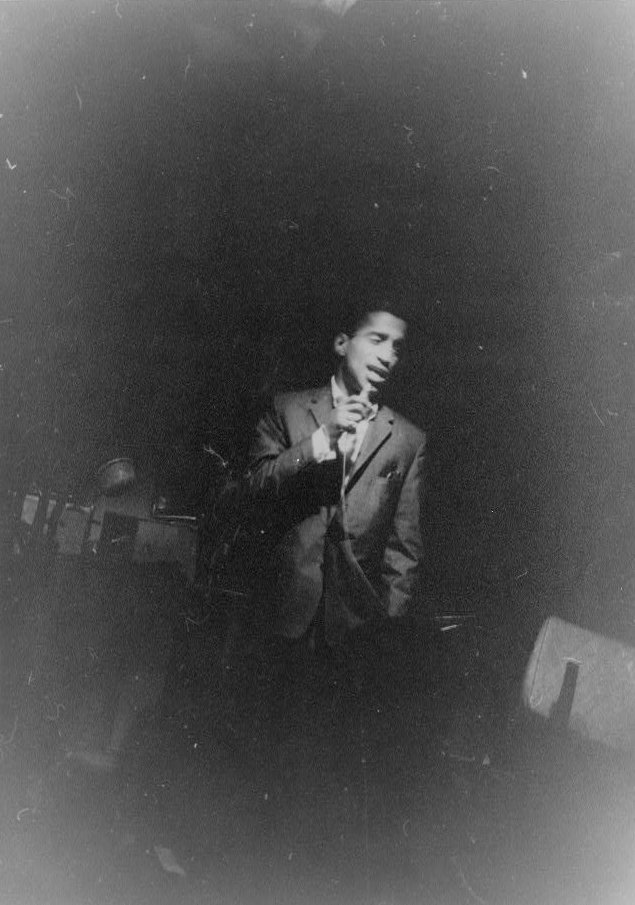
Sammy Davis Jr. al Birdland, 1956

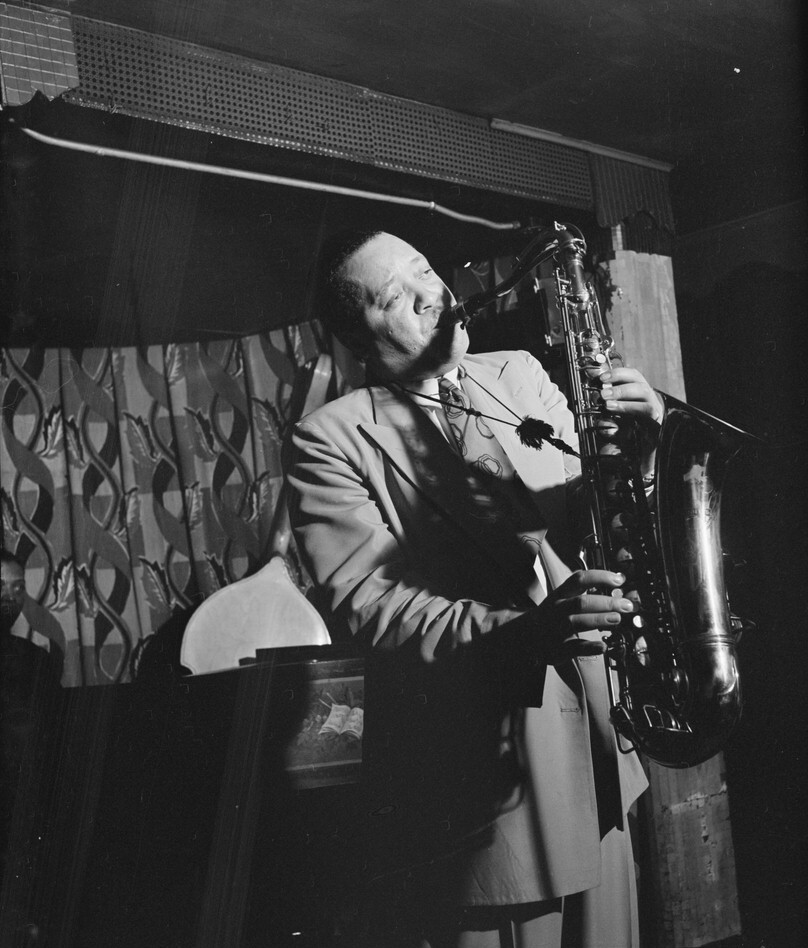
Lester Young al Famous Door, in una foto di William P. Gottlieb.

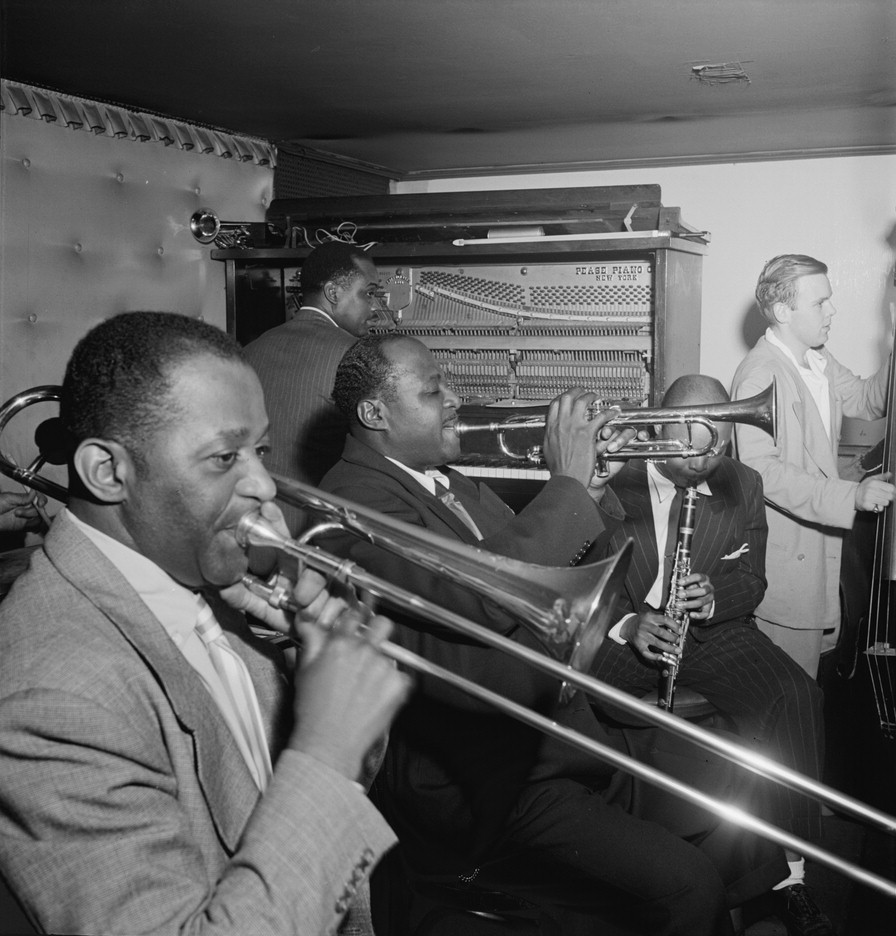
Wilbur De Paris, Sammy Price, Sidney De Paris, Eddie Barefield e Charlie Traeger al Jimmy Ryan's Club, luglio 1947

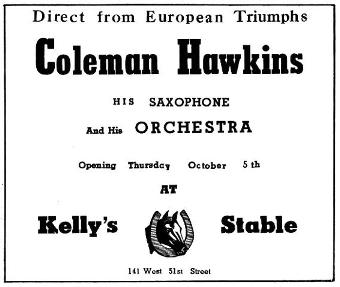
Apertura di Coleman Hawkins al Kelly's Stable

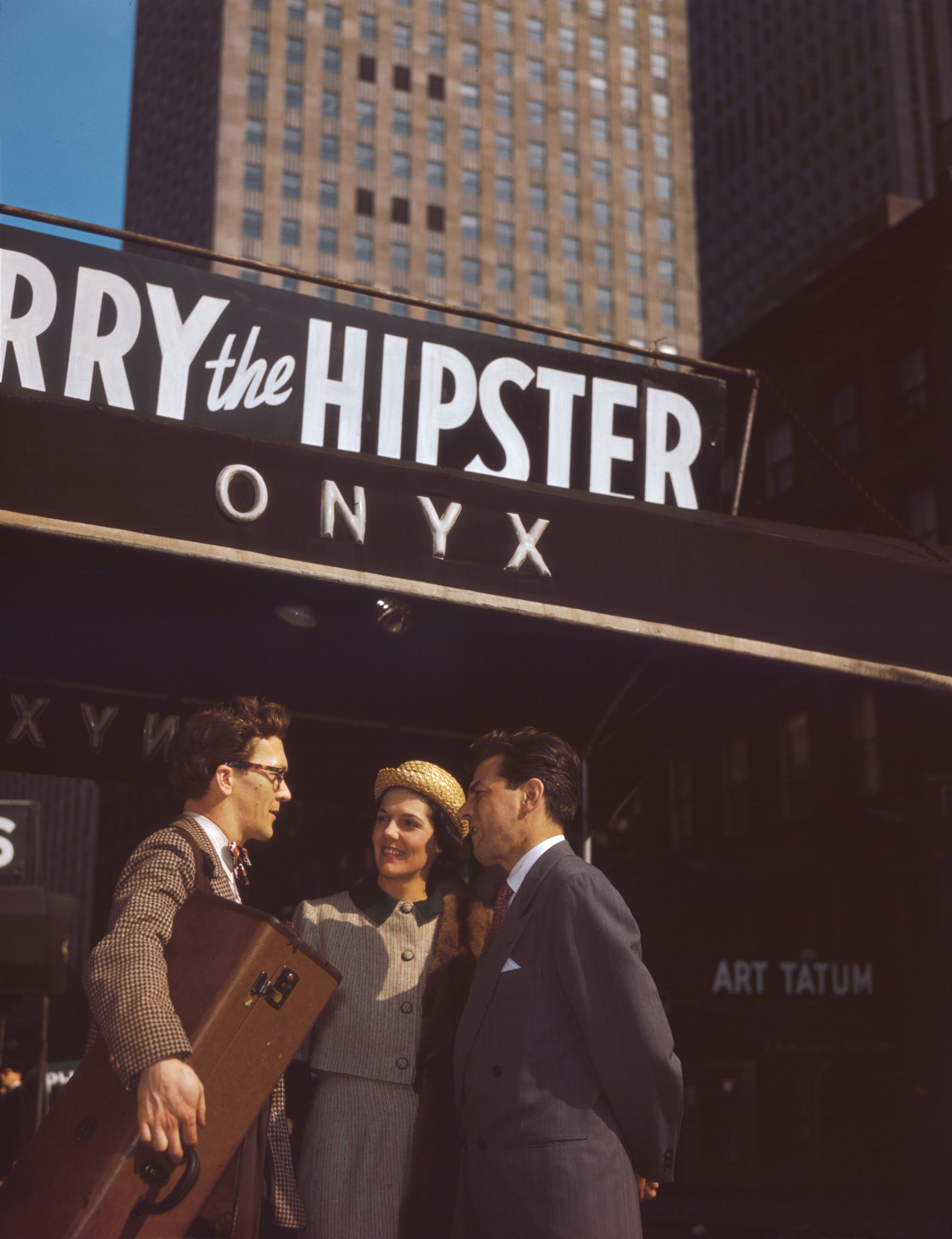
Toots Thielemans, Adele Girard, e Joe Marsala davanti all'Onyx in una foto di William P. Gottlieb.

Il suo nome (BirdLand) derivò dal soprannome di Charlie Parker, Bird (malinconicamente, negli anni del suo declino fisico e mentale, a Parker fu proibito di entrare al Birdland). Con un indirizzo principale su Broadway (1678 Broadway, all'angolo con la cinquantaduesima) il Birdland aprì i battenti il 15 dicembre del 1949, quando già iniziava la decadenza della strada, con un cartellone che includeva Parker, Stan Getz, Lennie Tristano, Lester Young, Harry Belafonte, Oran Page, Max Kaminski e Florence Wright. Rimase in attività più di 15 anni, centro di un'attività incessante di concerti (con serate doppie e triple dalle 9 di sera fino all'alba). Il biglietto di ammissione era di un dollaro e mezzo, e veniva pagato quasi ogni sera da star del cinema e celebrità di tutti i tipi. Era facile incontrare, tra gli abitueè, Gary Cooper, Marilyn Monroe, Frank Sinatra, Joe Louis, Marlene Dietrich, Ava Gardner, Sammy Davis Jr. e Sugar Ray Robinson. Il quartetto di John Coltrane vi registrò Live at Birdland. Count Basie vi suonava regolarmente con la sua orchestra, e vi registrò la canzone di George Shearing dedicata al locale, Lullaby of Birdland. Altri regolari animatori del locale furono Dizzy Gillespie, Thelonious Monk, Miles Davis, Bud Powell, Erroll Garner. 
L'originale Birdland chiuse i battenti nel 1965. Un locale jazz con lo stesso nome venne aperto nel 1986, a 2745 Broadway (all'angolo con la 105ª strada) e si trova ora al numero 315 W 44th Street. Oltre che dal titolo del già citato standard, il nome del Birdland è celebrato dall'omonima canzone dei Weather Report sull'album Heavy Weather: il testo, in stile vocalese, aggiunto pochi anni dopo da Jon Hendricks per l'album dei Manhattan Transfer chiamato appunto Vocalese, rievoca i fasti del locale e della Cinquantaduesima. Joe Zawinul, l'autore del brano, incontrò per la prima volta sua moglie in questo locale, ed ha aperto un jazz club dello stesso nome a Vienna.

### Bop City
Omonimo di un altro famoso locale jazz, il Jimbo's Bop City in Filmore Street a San Francisco.

### Embers
Dedicato soprattutto ai pianisti, fu uno dei pochi locali a sopravvivere agli anni 50.

### Famous Door
Omonimo di un altro jazz club, a Los Angeles, l'originale Famous Door (il club chiuse, riaprì e cambiò indirizzo diverse volte) doveva il suo nome ad una porta (door) che vi si trovava e che portava le firme di molte celebrità.

### Hickory House
Era situato verso la fine della strada. Il nome si riferiva al legno di noce che veniva usato per cuocere le bistecche del ristorante, che era decorato con grandi pitture murali di atleti famosi.

### Jimmy Ryan's
Aprì agli inizi del 1940, sul lato sud della strada. Fu l'ultimo a chiudere definitivamente, dopo essersi trasferito, negli anni 80.

### Kelly's Stable
Al 141 di West 51st Street, verso la fine della strada, aperto agli inizi degli anni Quaranta. Il gruppo di Coleman Hawkins vi suonava spesso.

### Onyx
Il primo club con questo nome, al numero 35 della strada, venne aperto da Joe Helbock e dal suo socio Fred Hoetter attorno al 1927, in pieno proibizionismo, e quasi di conseguenza si trattava di uno speakeasy. Il nome derivava dall'aspetto del bar, che era di marmo con il piano del bancone nero. La parola d'ordine per entrare era "Sono della 802": 802 era il numero del sindacato dei musicisti. Dopo la fine del proibizionismo, il 5 dicembre 1933, il locale si trasferì al numero 72, all'angolo con la sesta avenue, aprendo le sue porte da locale legittimo il 4 febbraio 1934.
L'Onyx, che sarebbe stato soprannominato "la culla dello swing" era un ritrovo di musicisti, anche grazie alla sua vicinanza al Radio City Music Hall, e fu il primo locale a portare Art Tatum sulla Strada: a quanto dice il proprietario, Art suonava nello speakeasy solo per la birra (sei bottiglie a notte). Dopo la fine del proibizionismo, il club lo assunse come pianista fisso per un certo periodo.
Fra i frequentatori (quasi fissi) del locale c'erano i fratelli Dorsey (Jimmy e Tommy), Jack Teagarden, Joe Venuti, e in genere la quasi totalità del jazz bianco di New York. I numeri erano spesso costituiti da artisti neri, e il gruppo fisso degli inizi dell'Onyx, The Five Spirits of Rhythm, veniva da Harlem e il genere che suonava, animato dal canto scat di Leo Watson, era tipicamente nero.
Il 28 febbraio 1935 l'Onyx bruciò completamente. Riaprì un anno dopo, il 23 luglio 1935, con il chitarrista Carl Kress tra i suoi soci e il quintetto del cantante William "Red" McKenzie come attrazione principale. L'anno dopo, fu rimpiazzato dal gruppo del violinista Stuff Smith, che ebbe un incredibile successo e la poco invidiabile distinzione di far licenziare Billie Holiday perché (ancora semisconosciuta) aveva avuto troppo successo in alcune serate nel locale.

### Royal Roost
Con un indirizzo su Broadway e quarantasettesima, ospitò per diverse settimane il famoso nonetto di Miles Davis, che avrebbe poi registrato Birth of the Cool.

### Spotlite
Aprì agli inizi del 1940, sul lato sud della strada.

### Tondelayo
Aprì agli inizi del 1940, sul lato nord della strada.

### Yacht Club
Aprì agli inizi del 1940, sul lato sud della strada.

### Three Deuces
Aprì agli inizi del 1940, sul lato sud della strada.